# 어쩌다 마주친 그 개
《어쩌다 마주친 그 개》는 2020년 12월 17일부터 2021년 1월 14일까지 방송된 SBS TV의 동물 전문 교양 프로그램이다.

## 어쩌다 마주친 그 개 개요
약칭 및 이칭
약칭은 어쩌개이며, 공식 명칭은 어바웃펫 어쩌다 마주친 그 개이다.
기획 의도
TV동물농장 1000회를 맞아, 새롭게 기획한 연예인들의 유기견 공동 임보 프로젝트!
프로그램 소개
사람에게 상처받은 유기견을 위해
연예계에서 최고의 반려견 전문가라 불리는 이들이 모여
임시보호소를 만들었다?
연예인 공동 임시보호소
<어쩌개 하우스>에서 놀라운 사연을 가진 유기견들과
집사 연예인들이 벌이는 '빡센(?) 개' 돌봄 프로젝트!!
사람에게 학대를 당해 트라우마를 겪고 있는 유기견들은
과연 꿈같은 쉘터 <어쩌개 하우스>에서
어떤 견생역전의 모습을 보일까?
그리고 유기견들은 진정한 반려견이 될 수 있을까?

## 시청률

### 2020년
| 회차 | 방송일    | AGB 시청률     |
| 회차 | 방송일    | 대한민국(전국) |
| ---- | --------- | -------------- |
| 1회  | 12월 17일 | 1.9%           |
| 2회  | 12월 24일 | 1.8%           |
| 소계 | 평균      | 1.85%          |

### 2021년
| 회차 | 방송일   | AGB 시청률     |
| 회차 | 방송일   | 대한민국(전국) |
| ---- | -------- | -------------- |
| 3회  | 1월 7일  | 1.9%           |
| 4회  | 1월 14일 | 1.2%           |
| 소계 | 평균     | 1.55%          |

## 같이 보기
- 반려견

## 동일 소재 프로그램
- 우리말 겨루기 (KBS 교양운영팀 제작)
- 가족오락관, 상상오락관, 옥탑방의 문제아들 (KBS 예능운영팀 제작)
- 동물의 왕국, 동물의 세계, 동물극장 단짝 (KBS 1TV)
- 주주클럽, 슈퍼독, 단짝, 은밀하고 위대한 동물의 사생활, 개는 훌륭하다, 동물은 훌륭하다, 나는 아픈 개와 산다, 펫 비타민 (KBS 2TV)
- 동물일기, 야옹멍멍 귀여워, 세상에 나쁜 개는 없다, 고양이를 부탁해, 아기 동물 귀여워, 펫하트, 극한 직업 (EBS 1TV)
- 세계의 비밀 수호대 번개맨 (EBS 2TV)
- 타타와 쿠마 (EBS·5BRICKS 공동 제작)
- 와우! 동물천하, 애니멀즈, 하하랜드, 오래봐도 예쁘다, 2020 추석특집 아이돌 멍멍 선수권대회, 심장이 뛴다 38.5 (MBC TV)
- TV 동물농장, 펫미픽미, 푸바오와 할부지, 생활의 달인, 더솔져스, 검은 양 게임 (SBS TV)
- 마리와 나, 그랜드 부다개스트, 우리집 막내극장 (JTBC)
- 기막힌 동물원, 우리집에 해피가 왔다 (MBN)
- 동고동락, 개먼드라마 파트라슈 (TV조선)
- 대화가 필요한 개냥, 냐옹은 페이크다, 캣츠 앤 독스, 슬기로운 의사생활, 슬기로운 의사생활 시즌2, 해치지 않아, 해치지 않아 X 스우파, 슈퍼액션 (tvN)
- 펫토리얼리스트 (온스타일)
- 이 주의 책 (cpbc FM)
- 개별방송, 식빵 굽는 고양이, 잘살아보시개, 오 마이 펫, 여자친구! 강아지를 부탁해, 펫 닥터스 (skyPetpark)
- 상상고양이 (MBC 에브리원)
- 달려라 댕댕이 (MBC 에브리원, MBC 스포츠플러스 공동 제작)
- 펫츠고! 댕댕트립 (SBS 플러스)
- 소나무의 펫하우스 (SBS M)
- 라디오 북클럽, 주말하이킥 이윤석입니다 (MBC 표준FM)
- 개밥 주는 남자, 너는 내 운명, 서민갑부 (채널A)
- 천재! 시무라 동물원 (日 NTV)
- 도그 위스퍼러 (美 NGC채널)
- 지옥에서 온 고양이 (美 애니멀 플래닛)
- 개과천선 아메리카 (영국 채널 4, Sky One)

## 결방 및 편성 변경 안내
- 2020년 12월 31일 : 2020 SBS 연기대상 시상식 중계방송으로 인한 결방.